# Ópusztaszer
Ópusztaszer [ópustaser] (do roku 1974 Sövényháza) je obec v Maďarsku v župě Csongrád-Csanád v okrese Kistelek.
Má rozlohu 59,50 km² a v roce 2013 zde žilo 2292 obyvatel. V obci se nachází známý Historický národní park Ópusztaszer.

## Historie
Klášter benediktinů někdy počátkem 11. století založil pravděpodobně rod velmože Bor-Kalán. První zmínky o obci pocházejí z doby kolem roku 1200, tehdy se místo nazývalo latinsky Scerii (maďarsky Szer) a bylo klášterní vsí zdejšího kláštera benediktinů. Jméno Sövényháza bylo poprvé zmíněno v roce 1348. V roce 1552 ves a klášter dobyli Turci.
Po vítězství Maďarů nad Turky zde byl vystavěn trojkřídlý zámek hraběcí rodiny Zichy, který později přešel do majetku rodu Pallaviciniů. V zámeckém parku je vytvořen labyrint ze stříhaných buxusů.

### Zaniklé opatství benediktinů

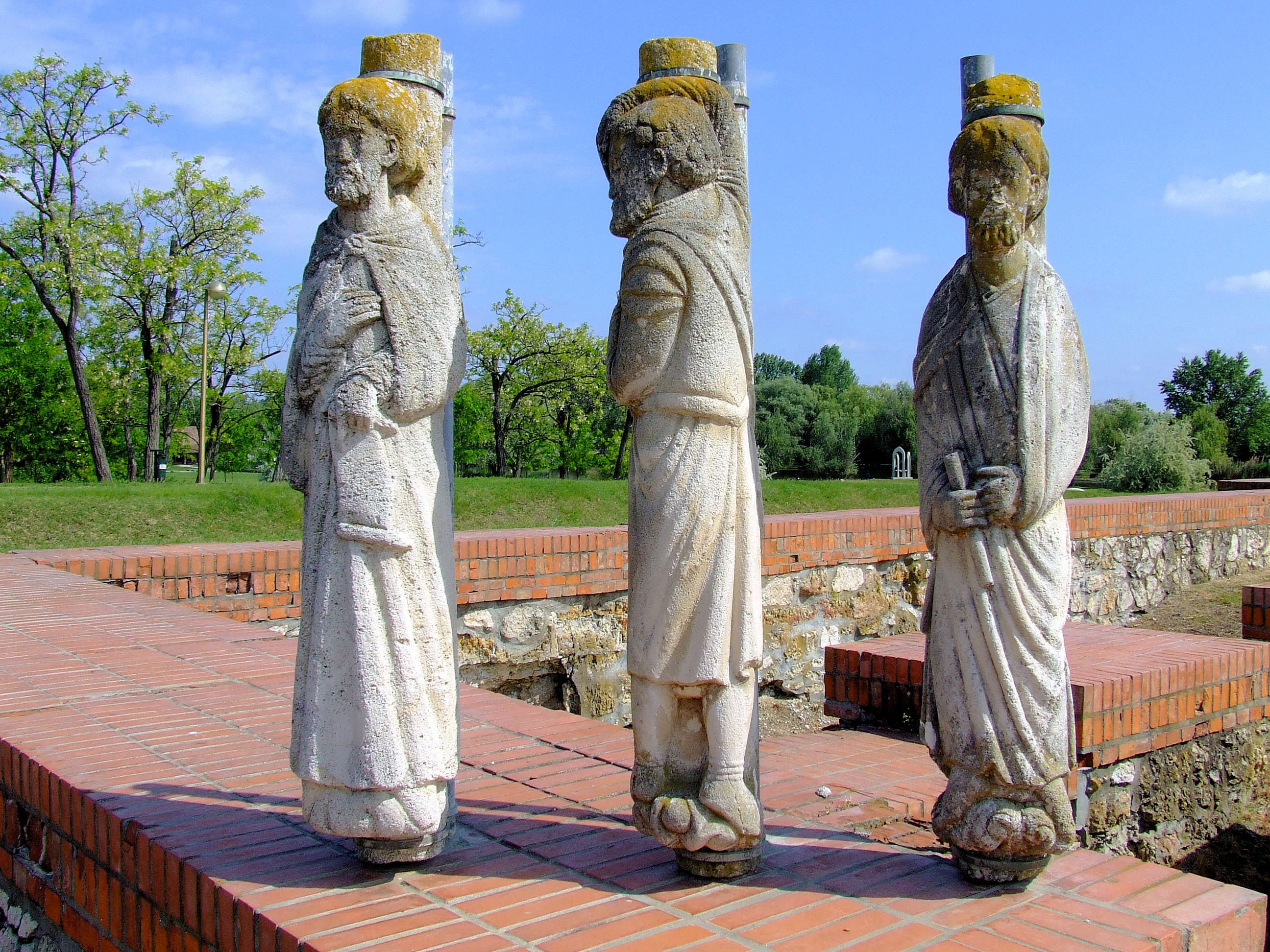
Románské sochy světců (sloupky) z kláštera

Dějiny kláštera s kostelem Panny Marie jsou písemnými prameny doloženy velmi málo. Chronologii výstavby a trvání kláštera odhalil až archeologický výzkum Otty Trogmayera ze 70. let 20. století. Podle něj nejstarší jednolodní stavba kostela s polokruhovou apsidou na východní straně vznikla počátkem 11. století.
Brzy byla rozšířena na dvouchórový chrám se západní polokruhovou apsidou a západní příčnou lodí. V něm byl objeven hrob preláta (opata?) s berlou ve tvaru "T" (tau), řezanou ze slonoviny. V téže době vznikl ještě menší chrám, sloužící pravděpodobnbě obyvatelům vesnice. 
Ve třetí etapě byla postavena trojlodní bazilika o délce 34 metrů, k níž ve čtvrté etapě bylo přistavěno opevněné západní dvojvěží (tzv. westwerk) a k jižní stěně chrámu přiléhala kvadratura kláštera benediktinů. Bohatá plastická výzdoba kamenných sloupků s postavami světců byla datována do poslední třetiny 12. století. Po zpustošení Mongoly v roce 1242 byl klášter obnoven ve skromnější podobě. Vpád Turků již znamenal jeho likvidaci.
Klášter se těšil přízni uherských králů: v roce 1233 mu Ondřej II. dal připsat dar v soli a roku 1266 byl připsán další majetek. Klášter sloužil také jako rezidence pro hosty. V roce 1318 zde pobýval uherský král Karel I. Robert.

## Galerie

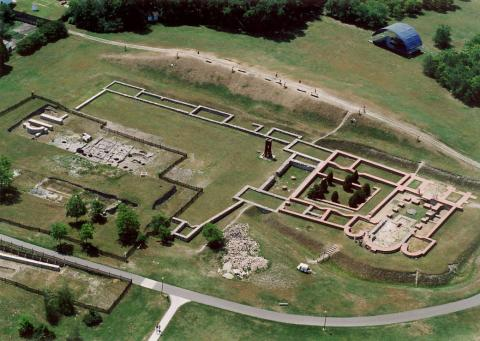
Základy kláštera s kostelem
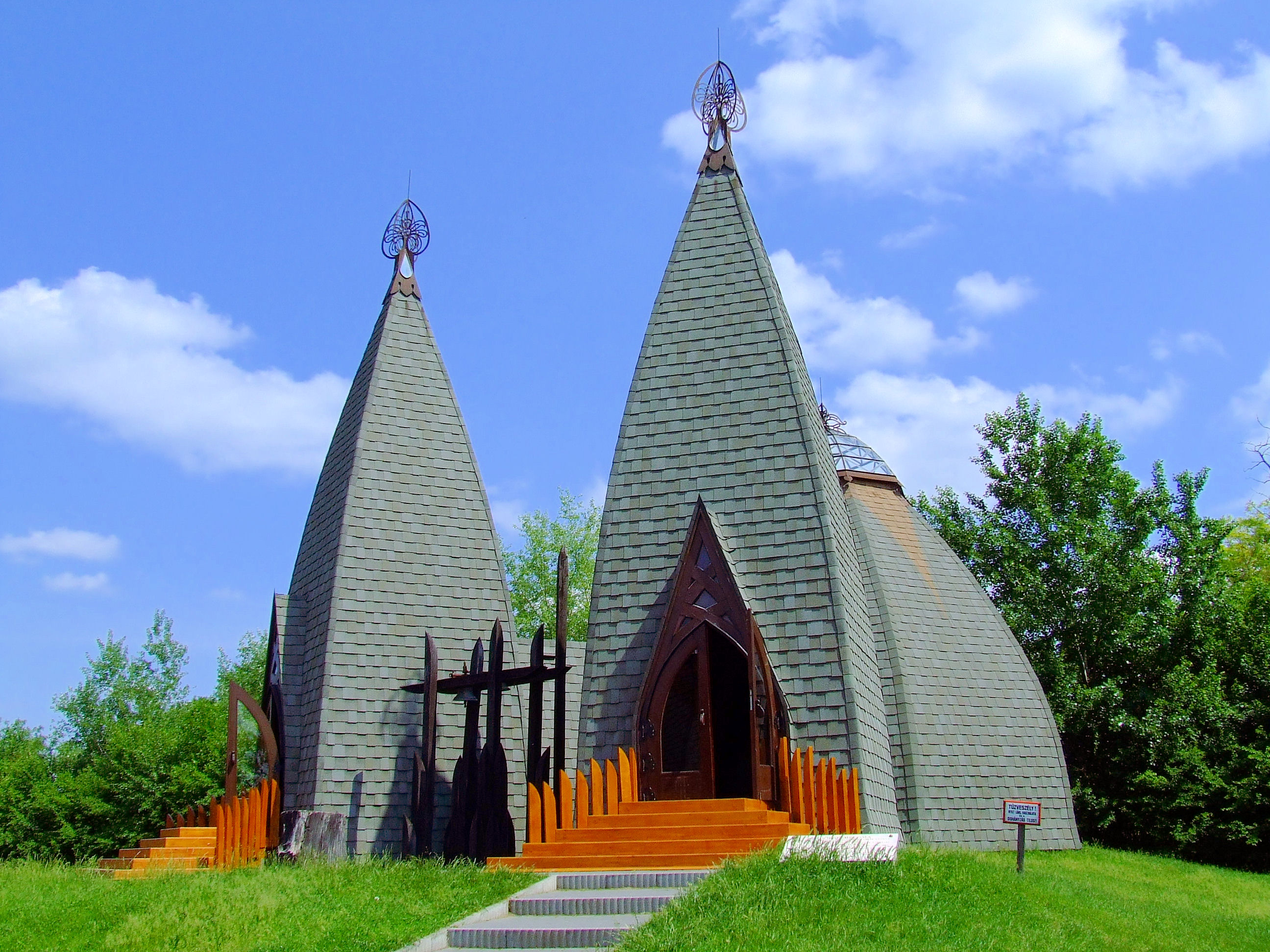
Chrám lesů
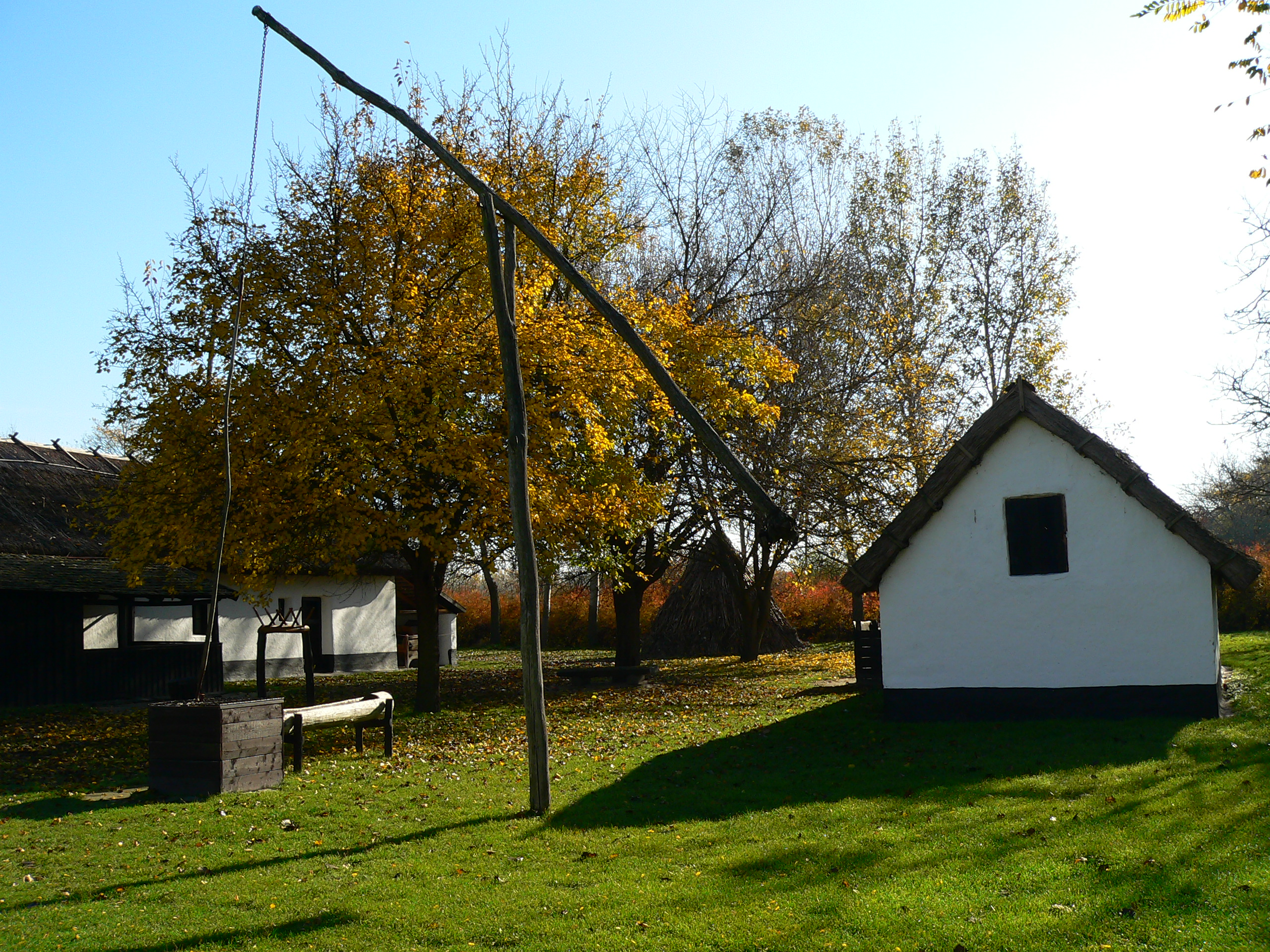
Obnovený obecní statek
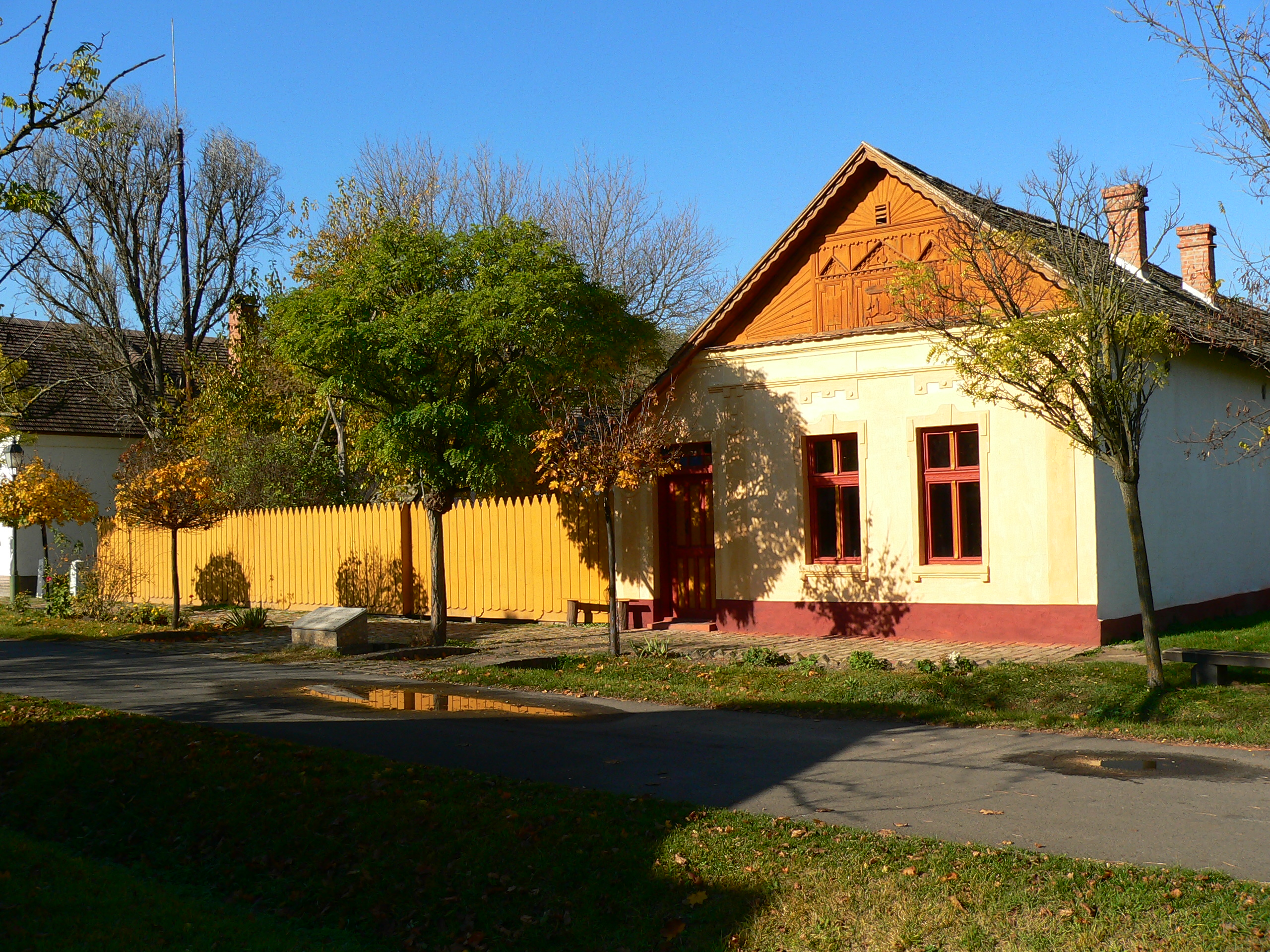
Ópusztaszer na podzim